# La Vie de laboratoire

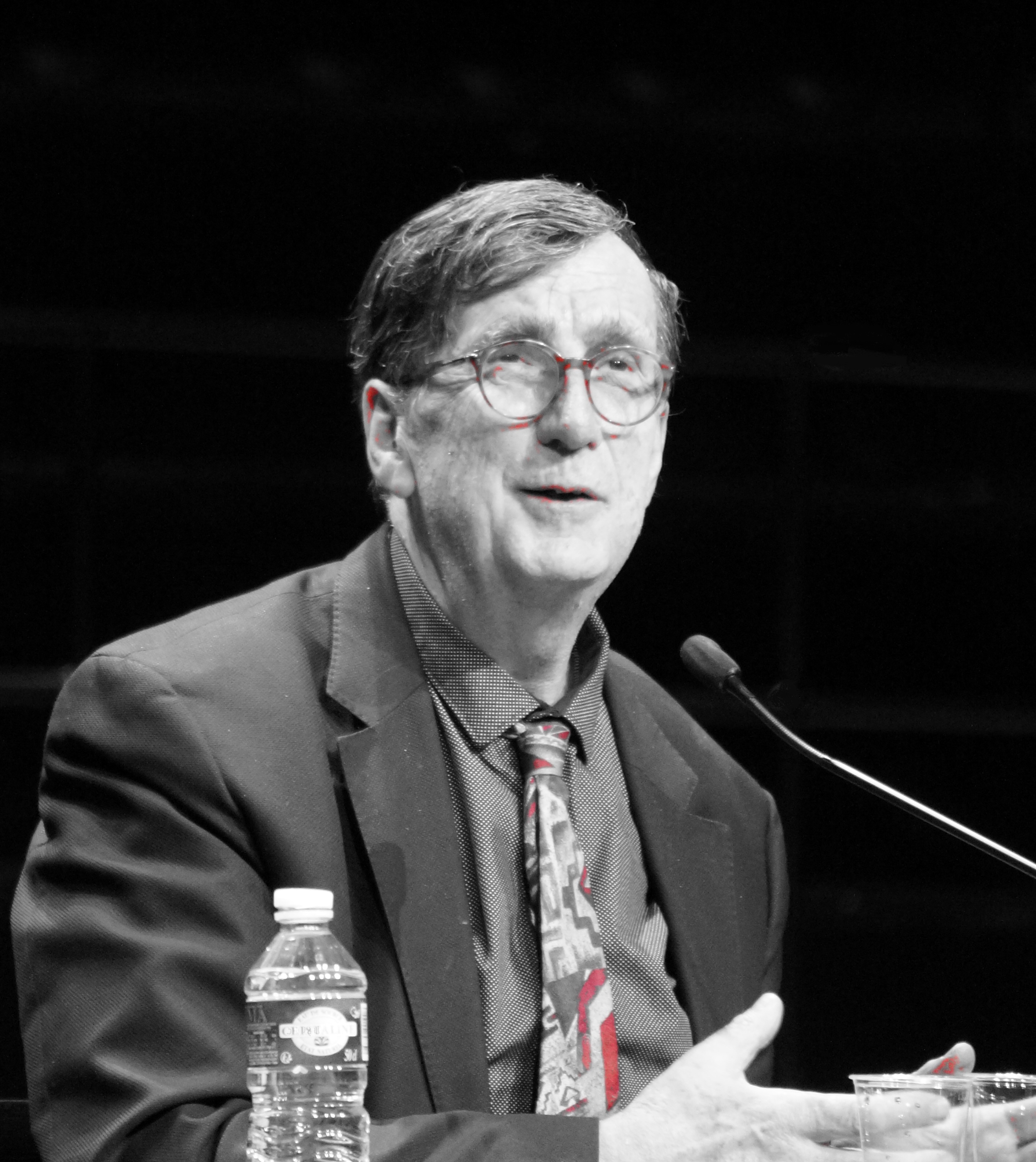
Bruno Latour

La Vie de laboratoire : la Production des faits scientifiques (traduction française de Laboratory Life: The Social Construction of Scientific Facts) est un ouvrage des sociologues des sciences Bruno Latour et Steve Woolgar paru en 1979.

## Présentation
Cette analyse anthropologique du laboratoire de neuroendocrinologie du professeur Roger Guillemin à l'Institut Salk de San Diego (Californie) constitue une contribution majeure à la sociologie des sciences. Il s'agit d'une étude de terrain où les deux auteurs observent la manière dont s'effectue le travail scientifique à travers une description des routines et des pratiques de laboratoire qui tient compte également des enjeux entourant la publication d'articles scientifiques, de la notoriété des chercheurs ou des moyens financiers dont ils disposent pour réaliser leurs recherches. Cette étude s'inscrit dans le courant du constructivisme social avec lequel Latour prendra ses distances par la suite. 
Ils y montrent que la description naïve de la méthode scientifique selon laquelle la réussite ou l'échec d'une théorie dépendent du résultat d'une seule expérience ne correspond pas à la pratique réelle des laboratoires. Généralement, une expérience produit seulement des données peu concluantes, attribuées à un défaut du dispositif expérimental ou de la procédure. Ainsi, une grande partie de l'éducation scientifique consiste à apprendre comment trier les données qui doivent être gardées et celles qui doivent être rejetées, un processus qui, pour un regard extérieur « non-éduqué », peut être perçu comme une manière d'ignorer les données qui contredisent l'orthodoxie scientifique. 
Latour et Woolgar proposent une vision hétérodoxe et controversée des sciences. Ils défendent l'idée que les objets d'étude scientifiques sont « socialement construits » dans les laboratoires, qu'ils n'ont pas d'existence en dehors des instruments de mesure et des spécialistes qui les interprètent. Plus largement, ils considèrent l'activité scientifique comme un système de croyances, de traditions orales et de pratiques culturelles spécifiques.

## Éditions et traduction
L'édition française, dont la traduction est assurée par Michel Biezunski, paraît aux éditions La Découverte en 1988. Pour cette traduction et pour les rééditions subséquentes, le sous-titre « social construction » (construction sociale) est abandonné pour « construction » (« production », en français), marquant par là une distanciation d'avec le courant socio-constructiviste qui, selon Latour, considère le « social » comme un a priori alors qu'il est composé d'« associations » et qu'il est en perpétuelle redéfinition par les acteurs (voir à ce propos Reassembling the social).

## Table des matières
- 1. L'ethnographie des sciences
  - Extrait d'un carnet de notes (XI, 89)
  - Extrait d'un commentaire
  - Extrait d'une présentation du terrain
  - Raison d'être de l'ethnographie d'un laboratoire
  - La question de l'observateur
  - Les limites d'une étude de laboratoire

- 2. Visite d'un anthropologue au laboratoire
  - L'inscription littéraire
  - La culture de laboratoire
  - Articles sur la neuroendocrinologie
  - « La phénoménotechnique »
  - Documents et faits
  - La liste des publications
  - Types d'énoncés
  - La transformation des types d'énoncés
  - Conclusion

- 3. La fabrication d'un fait. Le cas du TRF(H)
  - Le TRF(H) dans les différents contextes
  - La genèse d'une sous-discipline : l'isolement et la caractérisation du TRF(H)
  - Un choix de stratégies
  - L'élimination des concurrents par de nouveaux investissements
  - La construction d'un nouvel objet
  - La nature peptidique du TRF
  - Rétrécissement des possibilités
  - Le TRF  passe dans d'autres réseaux

- 4. Microsociologie des faits
  - Construction et démantèlement des faits dans la conversation
  - L'analyse sociologique des « processus de pensée »
  - Faits et artefacts

- 5. La crédibilité scientifique
  - Crédit : reconnaissance et crédibilité
  - Qu'est-ce qui motive les chercheurs ?
  - Les limites du crédit-reconnaissance
  - Quête de crédibilité
  - La conversion d'une forme de crédibilité en une autre
  - L'exigence d'une information crédible
  - Stratégies, positions et trajectoires de carrière
  - Curriculum vitæ
  - Positions
  - Trajectoires
  - Structure de groupe
  - Dynamique de groupe

- 6. L'ordre créé à partir du désordre
  - La création d'un laboratoire : les principaux éléments de notre argumentation
  - L'ordre à partir du désordre
  - Une nouvelle fiction à la place de l'ancienne ?

- - Bibliographie
  - Index

## Éditions
Anglais
- (en) Bruno Latour, Steve Woolgar et Jonas Salk (Introd.), Laboratory life : the social construction of scientific facts, Beverly Hills, Sage Publications, coll. « Sage library of social research » (no 80), 1979, 271 p. (ISBN 978-0-803-90993-9, OCLC 256616421) ; rééd. Princeton, Princeton University Press, 1986.  (ISBN 0-691-02832-X)

Français
- La Vie de laboratoire. La production des faits scientifiques, Paris : La Découverte, 1988.  (ISBN 2-7071-4848-2) (plusieurs rééditions) ; traduction de Michel Biezunski, dernière éd. avec une nouvelle « Présentation », La Découverte, « Poche-Sciences humaines et sociales », 2006.  (ISBN 978-2-7071-4848-3)